# Maria Paudler
Maria Paudler, född 20 juni 1903 i Tetschen-Bodenbach, död 17 augusti 1990 i München, var en tysk skådespelare.

## Filmografi (urval)
- 1928 – Hans Kungl. Höghet shinglar

## Fotnoter
1. ↑  Internet Movie Database, IMDb-ID: nm0666713co0047972, läst: 13 oktober 2015.[källa från Wikidata]
2. 1 2  Munzinger Personen, Munzinger person-ID: 00000004796, läst: 9 oktober 2017.[källa från Wikidata]
3. 1 2 3  Find a Grave, läs online, läst: 17 november 2024.[källa från Wikidata]
4. ↑  Gemeinsame Normdatei, läst: 30 december 2014.[källa från Wikidata]